# Petko Slaveikov, Gabrovo
Petko Slaveikov (în bulgară Петко Славейков) este un sat în comuna Sevlievo, regiunea Gabrovo,  Bulgaria. 

## Demografie
Componența etnică a satului Petko Slaveikov
     Turci (72,61%)
     Bulgari (24,76%)
     Nicio identificare (2,61%)
     Altele (0%)
La recensământul din 2011, populația satului Petko Slaveikov era de 1.070 locuitori. Din punct de vedere etnic, majoritatea locuitorilor (72,61%) erau turci, cu o minoritate de bulgari (24,76%). Pentru 2,61% din locuitori nu este cunoscută apartenența etnică.